# Impero Wolof
L'Impero Wolof (trascritto anche come Dyolof o Jolof) fu un impero dell'Africa Occidentale, che dominò gran parte dell'odierno Senegal; giunse al suo apice nel XVI secolo, per poi declinare ed essere infine assorbito dalle colonie francesi nel 1890.

## Collocazione geografica
L'impero prende il nome dal popolo che lo fondò, i Wolof o Jolof-Jolof, ancora oggi etnia predominante nella regione. Il nome "Wolof" indica tuttora un'area culturale nel nord del Senegal che corrisponde allo storico regno, ovvero la parte orientale della regione Louga. La regione è una zona semi arida del sahel, contigua al deserto del Sahara.
L'area è abitata principalmente da popoli sedentari di Lingua wolof (la maggior parte dei quali praticante l'agricoltura), pastori seminomadi di lingua Pulaar e Fulani. La maggior parte degli abitanti di lingua Wolof nell'area discende dai Tukulóor di lingua Pulaar provenienti dalla valle del fiume Senegal. Nella regione si trovano anche alcuni antichi villaggi del popolo dei Mauri, di lingua araba, discendenti di antichi abitanti dell'odierna Mauritania.
A causa di una combinazione di fattori fra cui desertificazione e conflitti politici, nei secoli passati ci sono state varie ondate di migrazioni di Wolof verso sud nelle altre zone del Senegal; ciò ha contribuito alla diffusione della lingua Wolof e dell'islam in tutto il Senegal. La gente i cui antenati sono emigrati da Wolof viene spesso chiamata Njolofeen.

## Storia

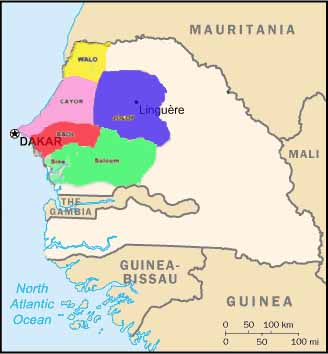
I principali regni Wolof.

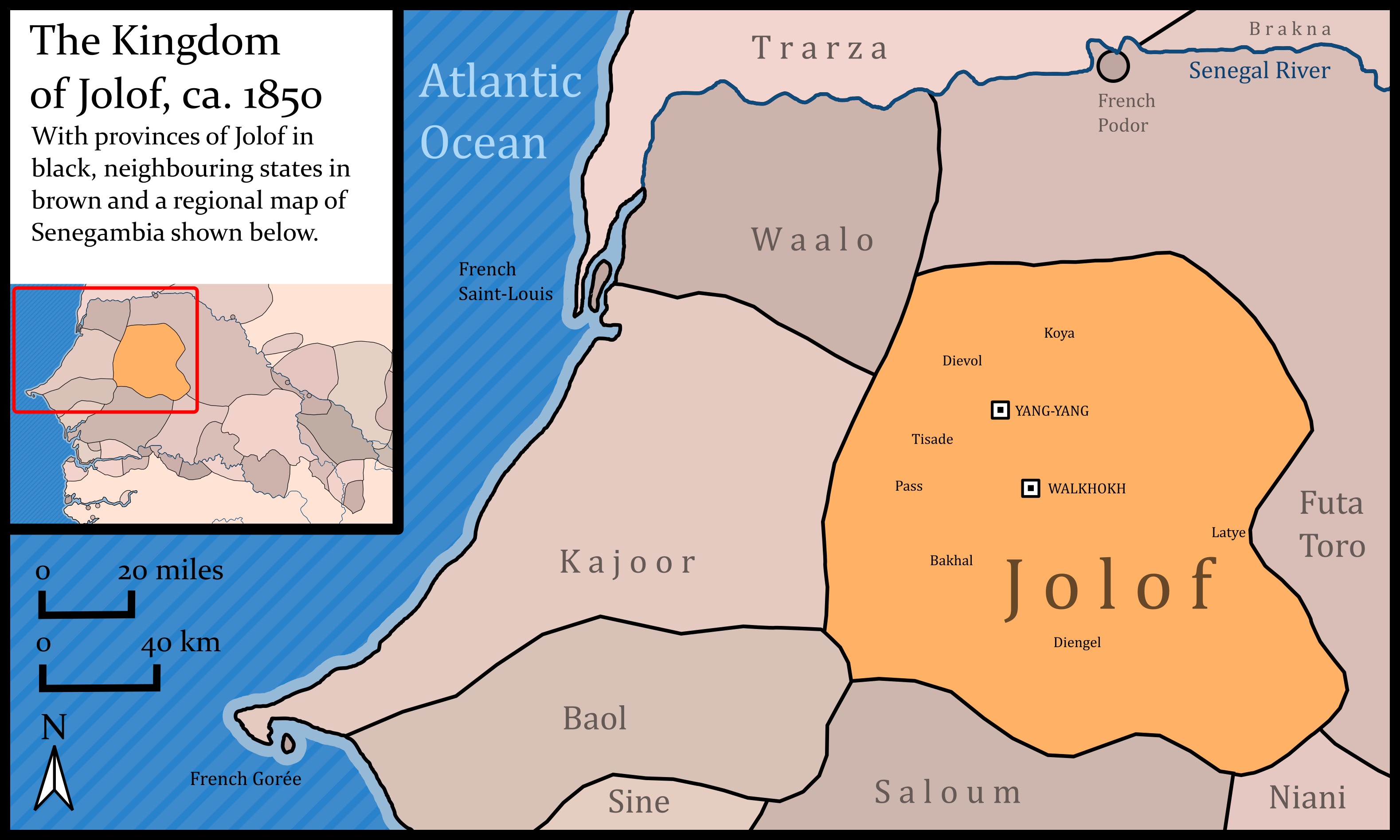
Il regno di Wolof nel 1850

Molto poco si conosce dell'ascesa dei Wolof tranne che commerciavano con l'Impero Mali, o ne erano vassalli. La capitale dell'impero era Linguère, a circa 240 km est-nord-est di Dakar.
L'impero raggiunse il suo apice nei primi anni del sedicesimo secolo, durante i quali intratteneva proficui commerci con i Portoghesi. Nel 1549 la provincia occidentale di Cayor
 dichiarò l'indipendenza, e nel 1555 si separò anche Baol. Wolof da grande impero si ritrovò ad essere uno stato costretto a contendere ai regni vicini il commercio con i Portoghesi. In seguito fu assorbito dalle colonie Francesi amministrate a Dakar nel 1890.

### Date importanti
- 1200 Nasce il piccolo regno di Wolof.
- 1350 Il regno di Wolof comincia a espandersi a spese dei regni vicini come Waalo.
- 1500 L'impero Wolof raggiunge il suo massimo splendore.
- 1549 L'impero torna a essere un piccolo regno in seguito alla scissione degli stati di Cayor e Baol.
- 1875–1890 Il regno viene annesso all'impero di Ahmadu Shaykhu.[senza fonte]
- 1895 Il regno passa sotto la sovranità Francese.
- 1900 Il regno cessa di esistere come entità politica, assorbito dalle colonie francesi.

### Sovrani
- N'Dyadya N'Dyaye (1350–1370)
- Sare N'Dyaye (1370–1390)
- N'Diklam Sare (1390–1420)
- Tyukuli N'Diklam (1420–1440)
- Leeyti Tyukuli (1440–1450)
- N'Dyelen Mbey Leeyti (1450–1465)
- Birayma N'dyeme Eter (1465–1481)
- Tase Daagulen (1481–1488)
- Birayma Kuran Kan (1488–1492)
- Bukaar Biye-Sungule (1492–1527)
- Birayma Dyeme-Kumba (1527–1543)
- Leele Fuli Fak (1543–1549)
- al-Buri Penda (1549–1566)
- Lat-Samba (1566–1597)
- Gireun Buri Dyelen (1597–1605)
- Birayma Penda (1605–1649)
- Birayma Mba (1649–1670)
- Bakar Penda (1670–1711)
- Bakan-Tam Gan (1711–1721)
- al-Buri Dyakher (1721–1740)
- Birayamb (1740–1748)

- Birawa Keme (1748–1750)
- Lat-Kodu (1750–1755)
- Bakaa-Tam Buri-Nyabu (1755–1763)
- Mba Kompass (1763–1800)
- Mba Buri-Nyabu (1800–1818)
- Birayamb Kumba-Gey (1818–1838)
- al-Buri Tam (1838–1845)
- Baka Kodu (1845–1847)
- Birayamb Aram (1847–1849)
- Birayma-Penda (1849)
- Mbanyi-Paate (1849)
- Lat-Koddu (1849)

(trono vacante)
- Birayamb Ma-Dyigen (1850–1855)
- al-Buri Peya (1855–1856)
- Bakan-Tam Yaago (1856–1858)
- Taanor (1858–1863)
- Bakan-Tam Khaari (1863–1871)
- Amadu Seeku (1871–1875)
- 'Ali Buri N'Dyaye (1875–1890)
- amministrazione francese (1889-1960)

## Fonte
- Ogot, Bethwell A., General History of Africa V: Africa from the Sixteenth to the Eighteenth Century, Berkeley, University of California Press, 1999,  pp. 512 Pages, ISBN 0-520-06700-2.